# بوتانول
بوتانول یک الکل چهار کربنی با فرمول شیمیایی C4H9OH است که در پنج ساختار ایزومری، از الکل نوع یک زنجیره‌ای مستقیم به الکل ثانویه زنجیره‌ای، شکل می‌گیرد و کلیه آن‌ها از گروه یک بوتیل یا ایزوبوتانول هستند، که به یک گروه هیدروکسیل مرتبط می‌باشند. بوتانول اغلب به عنوان یک حلال در سنتز شیمیایی یا به عنوان یک سوخت مورد استفاده قرار می‌گیرد.
|           |           |             |              |
| N-بوتانول | ۲-بوتانول | ایزوبوتانول | Tert-بوتانول |